# Le Lion de Némée
Pour l'article mythologique, voir Lion de Némée.
Le Lion de Némée (The Nemean Lion) est une nouvelle policière d'Agatha Christie mettant en scène le personnage d'Hercule Poirot.
C'est la première affaire des douze travaux d'Hercule Poirot, s'inspirant de la créature fantastique du Lion de Némée.
Initialement publiée en novembre 1939 dans The Strand Magazine au Royaume-Uni, cette nouvelle a été reprise en recueil en 1947 dans The Labours of Hercules au Royaume-Uni et aux États-Unis. Elle a été publiée pour la première fois en France dans la collection Série rouge en 1948, puis dans le recueil Les Travaux d'Hercule en 1966.

## Personnages
- Hercule Poirot : détective privé.
- Joseph Hoggin : homme d'affaires travaillant à la City.
- Mme Hoggin : son épouse, dont le chien a été enlevé.
- Amy Carnaby : employée des époux Hoggin.
- Mme Samuelson : femme dont le chien a aussi été enlevé.
- Mme Keble : employée de Mme Samuelson.
- Emily Carnaby : sœur d'Amy Carnaby.
- Shan Tung : chien pékinois.
- Nanki Poo : chien pékinois.
- Auguste : chien pékinois.

## Résumé

### Mise en place de l'intrigue
Joseph Hoggin, un riche industriel, contacte Hercule Poirot : le chien pékinois de son épouse a été enlevé ; une rançon de 200 livres sterling a été payée au ravisseur et le chien restitué. Néanmoins l'industriel veut retrouver le coupable, il en fait une question de principe.

### Enquête
Poirot commence son enquête et découvre que d'autres chiens ont été enlevés dans des circonstances analogues : pendant que l'attention de la bonne chargée du chien était captée par la présence d'une nurse qui promenait un bébé en poussette, quelqu'un coupait la laisse et emportait le chien ni vu ni connu. Et personne n'avait rien remarqué, comme si le voleur était drapé de l'impénétrable tunique du lion de Némée.

### Dénouement et révélations finales
Poirot démasque les coupables, qui sont les sœurs Carnaby mais, pour des raisons humanitaires, ne les dénonce pas.
Au cours de la discussion avec Amy Carnaby, il apprend que Mme Hoggin se plaint que son thé, depuis plusieurs semaines, a un mauvais goût. Prenant rendez-vous avec M. Hoggin, il l'informe que l'enquête sur le vol du pékinois est terminée. Il suggère aussi que le mauvais goût du thé de Mme Hoggin pourrait provenir d'un empoisonnement à la strichnine et qu'il serait vraiment dommage que Mme Hoggin décède dans les mois à venir. M. Hoggin déchire le chèque de 200 livres que Poirot lui a remis (reconnaissant implicitement la tentative d'empoisonnement). Dans la dernière page, Mme Hoggin dit à son mari que son thé a repris son bon goût habituel.

## Autour de la nouvelle
On retrouvera Amy Carnaby, devenue honnête, dans une autre histoire du recueil : Les Troupeaux de Géryon.

## Publications
Avant la publication dans un recueil, la nouvelle avait fait l'objet de publications dans des revues :
- en novembre 1939, au Royaume-Uni, dans le no 587 de la revue The Strand Magazine[1] ;
- en 1939, aux États-Unis, sous le titre « The Case of the Kidnapped Pekinese », dans la revue This Week[1] ;
- en septembre 1944, aux États-Unis, sous le titre « The Labors of Hercules: The Nemean Lion », dans le no 18 (vol. 5) de la revue Ellery Queen's Mystery Magazine[2] ;
- en 1948, en France, dans le no 13 de la collection Série rouge[3] ;
- en septembre 1950, au Royaume-Uni, sous le titre « The Case of the Nemean Lion », dans le no 9 (vol. 11) de la revue Argosy[4] ;
- en octobre 1956, au Royaume-Uni, dans le no 3 (vol. 1) de la revue The Creasey Mystery Magazine[5].

La nouvelle a ensuite fait partie de nombreux recueils, notamment :
- en 1947, au Royaume-Uni et aux États-Unis, dans The Labours of Hercules[1] (avec 11 autres nouvelles) ;
- en 1966, en France, dans Les Travaux d'Hercule (adaptation des recueils anglosaxons).

## Adaptation
L'intrigue de la nouvelle fait partiellement partie de Les Travaux d'Hercule (The Labors Of Hercule), téléfilm britannique de 2013 de la série télévisée Hercule Poirot (69e épisode, 13.04), avec David Suchet dans le rôle principal.